# Johnny Cymbal
Johnny Cymbal (de son vrai nom John Hendry Blair), né le 3 février 1945 à Ochiltree en Écosse et mort le 16 mars 1993 à Nashville, aux États-Unis, est un chanteur, parolier et producteur musical américain d'origine écossaise. Il a enregistré de nombreux titres à succès dont Mr. Bass Man, sa chanson la plus célèbre.